# FK Crvena zvezda
A Crvena zvezda (szerbül Фудбалски клуб Црвена звезда, latin betűkkel Fudbalski klub Crvena zvezda, magyarul Vörös csillag labdarúgóklub, a külföldi sajtóban gyakran az angol vagy a különböző más nyelvre lefordított verzióban szerepel) szerb labdarúgócsapat, amelynek székhelye a szerb fővárosban, Belgrádban van.
A Crvena zvezda a legsikeresebb csapat Szerbiában, a szerb, valamint korábban a jugoszláv bajnokságot huszonötször, a kupát huszonháromszor sikerült megnyernie. A jugoszláv bajnokság örökranglistáján az első helyen zárt. Az egyetlen exjugoszláv csapat, amelyik BEK-et nyert (1991), valamint az egyetlen balkáni, aki elhódította az interkontinentális kupát. Ezen kívül is, a térségben nem túl megszokott módon, számos kisebb-nagyobb nemzetközi sikert tudhat még magáénak, ilyen az UEFA-kupa-döntő 1979-ből, valamint a számos BEK és KEK elődöntő, illetve negyeddöntő.
Közvélemény-kutatások szerint messze a legnépszerűbb klub az országban, a megkérdezettek közel fele, 48,2 százaléka vallotta magát Crvena zvezda-szurkolónak. A legnagyobb riválisnak a városi rivális FK Partizan számít, a két klub mérkőzéseit örök derbinek (szerbül večiti derbi), amely a Daily Mail szerint a világ negyedik legnagyobb futball-rangadója.
Az IFFHS a huszadik század huszonhetedik legjobb csapatának választotta, ezen a helyezésen a Feyenoorddal osztozik.

## Története

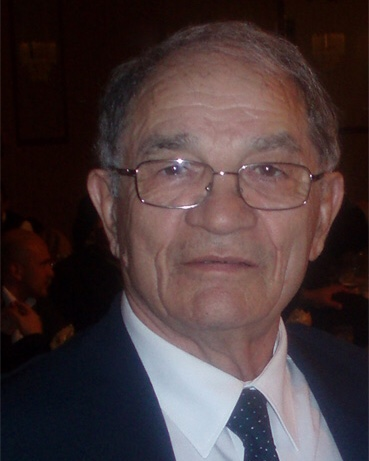
A csapat történetének egyik legismertebb játékosa, Dragoslav Šekularac

1945 februárjában néhány fiatal az Egyesült Szerb Ifjúsági Antifasiszta Liga tagjai közül úgy döntött, hogy futballcsapatot alapít. A klub márciusban vette fel a Crvena zvezda (Vörös csillag) nevet. A második világháború során megszűnt, majd egy másik feloszló klub, az SK Jugoslavija romjain alakult újjá, megkapta a Jugoslavija stadionját és a piros-fehér színkombinációját. A klub a Crvena zvezda nevet csak hosszas vita után vehette fel ismét. Ezt követően szinte rögtön a jugoszláv sport egyik legfőbb zászlóshajója lett, a gyakorlatilag azonnali sikerek és az ezzel párhuzamosan növekvő népszerűség miatt. Ez a státusz mind a mai napig megvan. A csapat első hivatalos mérkőzésére a hadsereg második zászlóaljából felállított csapat ellen került sor.
Az első komolyabb sikerekre csak egy bő évtizedet kellett várni. Az első bajnoki cím az 1952–53-as szezont követően került a vitrinbe. A csapatnak többek között olyan játékosok voltak a tagjai, mint Beara, Durković, Stanković, Popović, Mitić, Kostić és Šekularac. Az általuk fémjelzett csapat trófeát trófeára halmozott, volt öt olyan év, amikor minden létező jugoszláv kupát sikerült begyűjteniük. A Crvena zvezda volt az újonnan létrejött BEK első szezonjának jugoszláv résztvevője. Az első ellenfél a világhírű Manchester United volt, tele világsztárokkal, valamint az azóta legendássá vált Busby-bébikkel. Bár a továbbjutás végül a Manchesteré lett, a Crvena zvezda sem vallott szégyent, ugyanis az idegenbeli 2–1-es vereség után minden esélyük megvolt a továbbjutásra a hazai visszavágón, amely végül 3–3-mal zárult. Ez a meccs azért is különösen ismert a futballtörténelemben, mert ez volt az utolsó tétmérkőzés, amelyet a csapat a müncheni légikatasztrófa előtt játszott, amely nyolc játékos és tizenöt további Manchester-alkalmazott halálát okozta.
1958-ban már nemzetközi sikert is elkönyvelhetett a klub, ekkor sikerült megnyerni a Mitropa-kupát, amelyet a szezonok közötti nyári szünetben bonyolítottak le. Ezután hárult egyre nagyobb szerep az ötvenes években játékosként, majd vezetőedzőként tevékenykedő, később helyi hőssé váló Miljan Miljanićra, aki utóbbi posztot 1966-tól töltötte be, és jelentős változások, illetve sikerek köthetők a nevéhez. Első évében teljesen felforgatta a klub kezdőcsapatát, majd első nekifutásra ötödik helyre vezette csapatát a bajnokságban. Nem sokkal ezután, a jugoszláv futball legjobbjának választott Dragan Džajić fémjelezte generáció mély nyomot hagyott a szerb és az összjugoszláv futballban.
Ezután következett a klub történetének addigi legsikeresebb időszaka. Az 1976–77-es bajnokságot a jugoszláv futball történetének addigi legnagyobb különbségével, kilenc ponttal nyerték meg. A következő idényben a csapat második lett, jogot szerezve ezzel az UEFA-kupában való indulásra. Itt egy rendkívül jó sorozatot sikerült futni, a Crvena zvezda áldozatai között szerepeltek olyan csapatok, mint az Arsenal, a West Bromwich és a Hertha BSC. A döntőben egy újabb német csapat, a Borussia Mönchengladbach volt az ellenfél, amely 1973 és 1980 között öt európai kupadöntőn szerepelt, vagyis a korszak egyik legerősebb csapatának számított. A százezer őrjöngő fanatikus előtt lejátszott első mérkőzésen bár Miloš Šestić vezetést szerzett, a Gladbachnak sikerült kiegyenlítenie, így a lélektani előny a Borussiánál volt a visszavágó előtt. A düsseldorfi Rheinstadionban megrendezett visszavágót a Gladbach 1–0-ra nyerte Allan Simonsen góljával, így a Crvena zvezda története első kupadöntőjét végül 2–1-es összesítéssel elbukta.
Az óriási sikert követően bár hasonlóan kiugró eredmény nem született, a nemzetközi kupaindulás továbbra is folyamatos volt, legtöbbször a KEK-ben, mint például az 1982–83-as idényben, amikor csak az Udo Lattek vezette FC Barcelona tudott a csapatnak megálljt parancsolni. A korábbi sikeredző Gojko Zec 1983-ban visszatért a csapathoz, ám ekkorra az 1977-es bajnokcsapatából már csak egy játékos, Miloš Šestić maradt. A régi-új edzőnek ismét sikerült maradandót alkotnia egy újabb bajnoki címmel, újbóli távozásához végül különböző, fogadásokkal kapcsolatos botrányok vezettek.
A Zec távozása utáni időszak a nagy változások időszaka volt. A korábbi legendás játékos Dragan Džajić, valamint Vladimir Cvetković vezette menedzsment európai élcsapatot szeretett volna kialakítani. Ennek első lépése az új vezetőedző, Velibor Vasović kinevezése volt. A keretben olyan fiatal, ígéretes tehetségek szerepeltek, mint Dragan Stojković vagy Borislav Cvetković. Ekkor a vezetés egy ötéves tervet hozott létre, amelynek végső célja a BEK-győzelem volt. Ez az ötéves terv az 1986–87-es BEK-kel kezdődött, ugyanis ebben az évben, miután a bajnokságban pontlevonással indult a csapat, inkább a BEK-re koncentrált. Bár a kiugró siker még elmaradt, sikerült egy nagy skalpot begyűjteni a Real Madrid legyőzésével. Az 1987-től 1992-ig húzódó évek a klub történetének tulajdonképpeni aranykora. Ezalatt négy bajnoki címet sikerült bezsebelni, azonban a legnagyobb siker az 1991-es BEK-győzelem volt. Mivel a döntőig vezető úton mind a Crvena zvezda, mind ellenfele, az Olympique de Marseille is rengeteg gólt szerzett, sokan attraktív támadójátékot hozó, sokgólos döntőt vizionáltak. Végül 120 perc során egyetlen gól sem született, így tizenegyespárbaj során dőlt el a trófea sorsa. Sokáig képtelen volt bármelyik csapat is előnyt kicsikarni, azonban egyszer csak a Marseille-játékosok kétszer is hibáztak, ezt kihasználva a jugoszláv csapat be tudta fejezni a párharcot. Az utolsó, mindent eldöntő büntető Darko Pancsev nevéhez fűződött. Ez volt egyébként a nem sokkal később feloszló Jugoszlávia egyik utolsó, jelentékenyebb sporttal kapcsolatos megnyilvánulása. A Crvena zvezda végül az interkontinentális kupán is veretlen maradt.

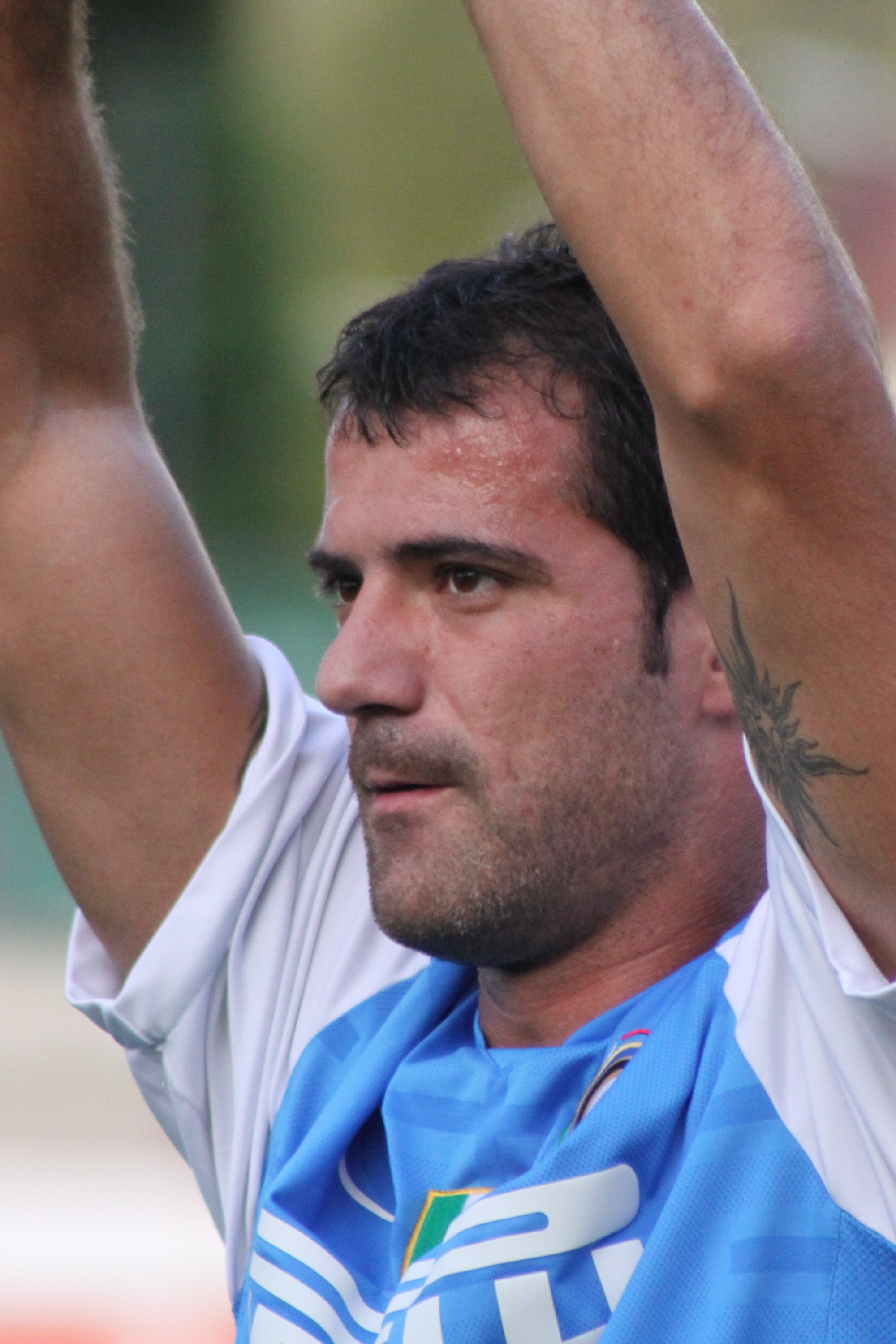
Dejan Stanković volt a Crvena zvezda történetének legfiatalabb csapatkapitánya

1992 újabb nagy változásokat hozott mind a klub, mind az ország életében. A csapatot gyakorlatilag a komplett BEK-győztes csapat elhagyta, csak néhány nagyobb nevű játékossal sikerült őket pótolni, ilyenek voltak Drobnjak és Ivić. Az ország bizonytalan politikai helyzete kihatással volt a sportra is, a zvezdának egy olyan országban kellett megvédenie bajnoki címét, amely tulajdonképpen már nem is létezett. Az ekkor újonnan létrejövő országok, Horvátország, Szlovénia és Bosznia-Hercegovina „vitték magukkal” a Crvena zvezda legfőbb ellenfeleit, például a Dinamo Zagrebet vagy a Hajduk Splitet. 1992 májusában a jugoszláv háború miatt az ENSZ eltiltotta az országot a nemzetközi szerepléstől, ebbe értelemszerűen a sport is beletartozott, erre jó példa volt a válogatott eltiltása az Európa-bajnokságról. Az ettől 2000-ig húzódó időszak a klub történetének egyik mélypontja. Ezalatt az immár jócskán megkurtított bajnokságban is csak egy elsőséget sikerült szerezni.
A komolyabb nemzetközi szereplés a 2001–02-es BL selejtezőjében kezdődött újra, amely azonban gyorsan véget is ért, miután a Leverkusen 3–0-s összesítéssel továbbjutott. A német csapat egyébként a döntőig menetelt. A legközelebbi BL-szereplés alkalmával, 2007-ben, ismét egy későbbi döntős, az AC Milan jelentette a végállomást a selejtezőben. Ezekben az időkben olyan játékosok szerepeltek a csapatban hosszabb-rövidebb ideig, mint Žigić, Pantelić, Janković, Luković, Basta, Biševac, Milijaš, Koroman, Castillo, Gueye és Đokić. Bár 2010-ben és 2012-ben sikerült megnyerni a szerb kupát, a 2000-es évek eleje mégis a klub történetének egyik legkevésbé sikeres időszakának tekinthető.

## Szurkolók

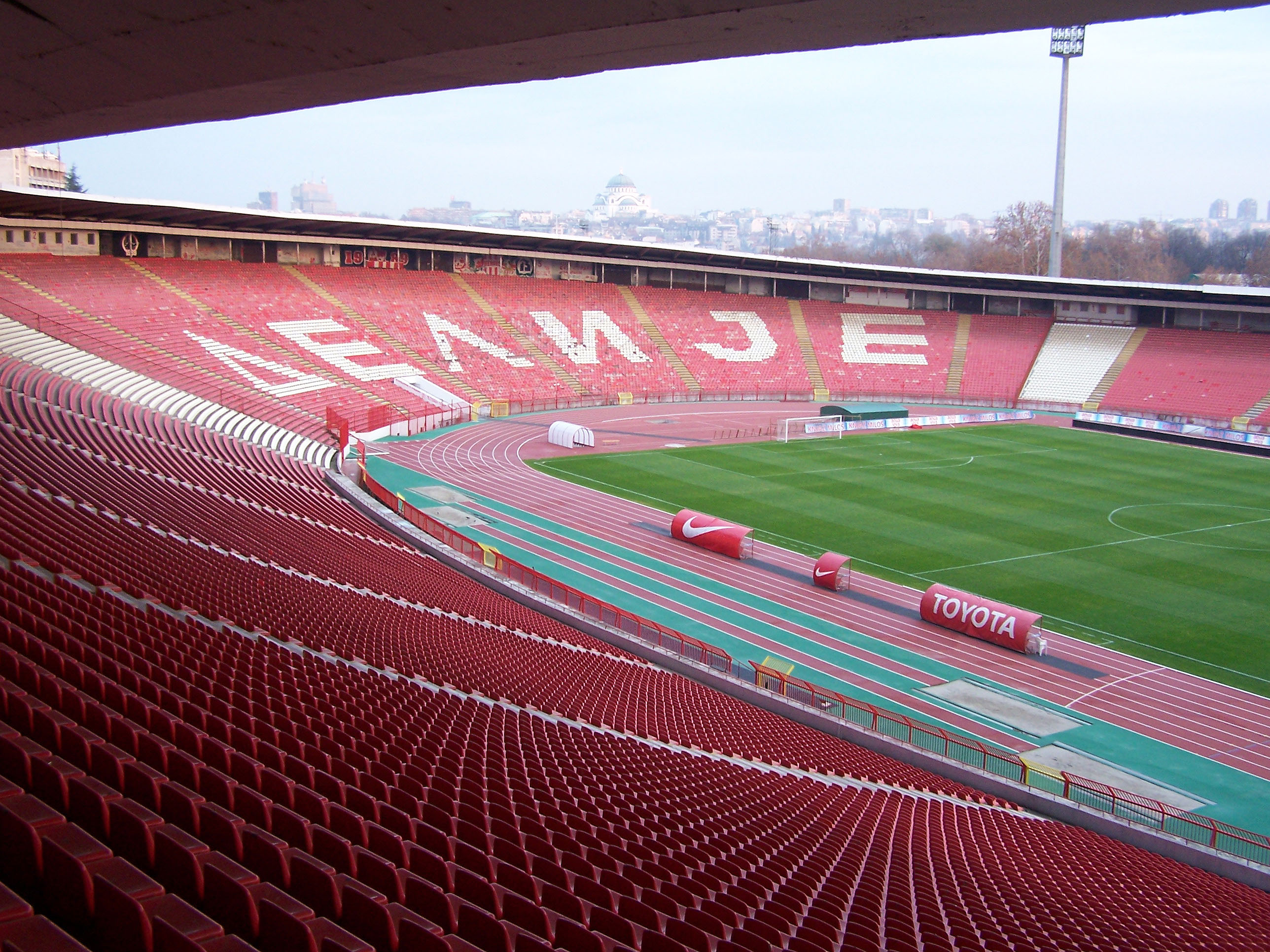
A „Delije-szektor” a stadionban

A klub legfőbb szurkolói csoportja a Delije, amely a Delija szó többes száma. A delija a szerb nyelvben erős, bátor, bizonyos szövegkörnyezetben jóképű férfit jelent. Nagyon szabad fordításban a „hősök” szó áll a legközelebb a csoport nevéhez. A szót először a nyolcvanas években használták a klub ultráira, amelyet hivatalossá 1989-ben tettek. A Delije mára a világ egyik leghíresebb szurkolói csoportja lett, amely a klub minden egyes szakosztályának lelátóin jelen van. A verbális szurkoláson, valamint egy hangosbemondón utasításokat adó főszurkoló révén skandált rigmusokon kívül különböző kisebb-nagyobb zászlók, molinók és változatos koreográfiák kísérik a Delije tevékenységét. A csoport legnagyobb bázisa a szerb főváros, Belgrád, azonban több tagja van a korábbi Jugoszlávia más területein is.
A klub az 1990-es évek végén a Delije szektorában található székekre ráfestette a csoport nevét, egyfajta tiszteletként.

### A legismertebb szurkolók
A klubnak számos, szerb szinten ismert szurkolója van, azonban vannak nemzetközi hírű sportolók is ebben a táborban, mint Novak Đoković, Branislav Ivanović vagy a korábban Veszprémben is kézilabdázó Marko Vujin.
Sportolók
| - Pero Antić - Ivan Ergić - Aleksandar Dragović - Novak Đoković - Milan Gurović | - Branislav Ivanović - Jelena Janković - Bojan Krkić - Marko Marin - Darko Miličić | - Nenad Peruničić - Zoran Radović - Predrag Stojaković - Miloš Teodosić - Marko Vujin |

Egyéb
| - Ivo Andrić - Aleksandar Antić - Zdravko Čolić - Bora Đorđević | - Vojislav Koštunica - Vojislav Šešelj - Aleksandar Vučić |

## Stadion
A klub stadionja a Rajko Mitić Stadion, amely több, mint ötvenötezer fő befogadására alkalmas. A korábbi, még állóhelyes stadion óriási, mintegy száztízezres nézőszáma miatt a stadion nem hivatalos neve a Marakana volt, a brazil stadionra, az Maracanára való utalásként. A több mint százezer fanatikus szerb félelmetes hangulatot tudott teremteni a létesítményben. A befogadóképesség a kilencvenes években csökkent drasztikusan, amikor az UEFA betiltotta a stadionokban az állóhelyek alkalmazását, biztonsági és kényelmi szempontok miatt. További modernizációra 2008-ban került sor, amikor a stadion vízelvezetését oldották meg, valamint új gyepszőnyeget is fektettek le. A stadion mellett található a Crvena zvezda rendkívül modernnek számító edzőpályája, műfüves borítással. 2011-ben szereltek fel a stadionba egy korszerű, LED-es eredményjelzőt.
A szektorok a klubtörténet évtizedenként legjobbnak választott játékosai után kapták a nevüket. Ők Rajko Mitić, Dragoslav Šekularac, Dragan Džajić, Vladimir Petrović és Dragan Stojković. A VIP-részlegben közel ötszázan foglalhatnak helyet, a sajtószoba pedig egyszerre 344 újságíró igényeit tudja kielégíteni. A stadion nyugati oldalán található a Delije, valamint a klub hivatalos boltja. A játéktér mérete 110×73 méter, a világítótestek 1200 lux erősségű fényt tudnak biztosítani.
Egy német weboldal, a „Stadionwelt” listájában a Marakanát a világ azon ötven stadionja közé sorolja, amelyet egy futballszurkolónak „életében legalább egyszer látni kell”. Az amerikai Bleacher Report szerint a Crvena zvezda Stadion a világ legfélelmetesebb atmoszférájú arénája.

## A legnagyobb rangadó

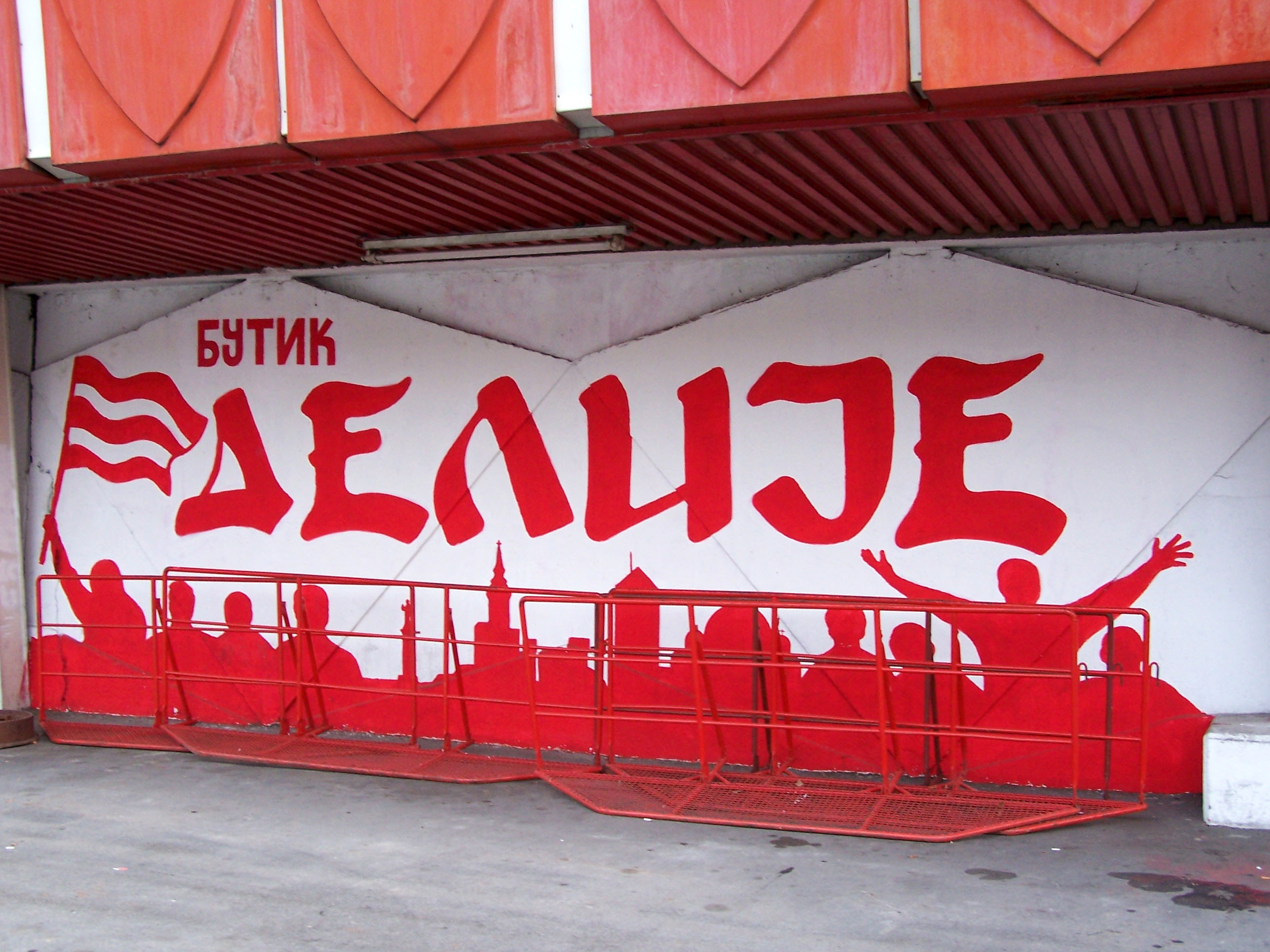
A Crvena zvezda legnagyobb szurkolói csoportját, a Delijét ábrázoló graffiti a Crvena zvezda Stadion falán

A Crvena zvezda legnagyobb ellenfele, egyben a városi rivális, az FK Partizan. Mindkét klubot 1945-ben alapították, mindkét klub már gyakorlatilag a kezdetektől sikeres, ráadásul a Crvena zvezda mindig is közel állt a Tito-rezsimhez. A két csapatnak jelentős szurkolói bázisa van Montenegróban, valamint a Boszniai Szerb Köztársaságban is.
A két klub két legnagyobb szurkolótábora a Crvena zvezdánál a Delije, míg a Partizannál a Grobari. A meccseket látványos koreográfiák, különböző rigmusok (nem feltétlenül nyomdafestéket tűrő stílusban), óriási élőképek és molinók kísérik a szurkolók részéről. Utóbbira az egyik legemlékezetesebb példa a „Welcome to Hellgrade” kiírás, szójáték a pokol és Belgrád szavak angol változataival. A metaforához később egy klubot buzdító dal is íródott. A két csapat szurkolásában számos dél-amerikai vonás felfedezhető, ezek többek között a pénztárgépszalagok bedobálása, valamint a trombitákkal kísért szurkolás.
A két klub szimpatizánsai szerint ez a rivalizálás „több, mint egy futballmérkőzés, sokkal mélyebb jelentéssel bír”. A meccset a világ egyik legnagyobb rangadójának tartják, valamint ezek közül is az egyik legforróbb hangulatú városi derbi, általánosan a római Roma–Lazióval, valamint az Old Firmmel és az isztambuli derbivel emlegetik egy lapon. 2009-ben egy angol napilap, a Daily Mail a világ negyedik legnagyobb futballrangadójaként titulálta a Crvena zvezda–Partizan mérkőzést. A legnagyobb nézőszám egy ilyen mérkőzésen mintegy száznyolcezer fő volt. Ennél csak nemzetközi összecsapáson, a Ferencváros ellen regisztráltak több nézőt, ez a szám akkor száztízezer volt, vagyis valamivel még a teljes befogadóképesség felett is voltak. Nemzetközi mérkőzésen tehát a száztíz-, míg bajnokin a száznyolcezres nézőszám a rekord.

## Jelenlegi keret
2024. december 30-i állapotnak megfelelően.
| #  |     | Poszt | Név                                |
| -- | --- | ----- | ---------------------------------- |
| 1  | SRB | K     | Marko Ilić                         |
| 4  | MNE | KP    | Mirko Ivanić                       |
| 5  | SRB | V     | Uroš Spajić                        |
| 6  | BIH | KP    | Rade Krunić                        |
| 7  | SRB | KP    | Jovan Šljivić                      |
| 8  | GAB | KP    | Guélor Kanga                       |
| 9  | SEN | CS    | Cherif Ndiaye                      |
| 10 | SRB | KP    | Aleksandar Katai                   |
| 14 | NGA | CS    | Peter Olayinka                     |
| 15 | COD | CS    | Silas (kölcsönben a Stuttgart-tól) |
| 17 | BRA | CS    | Bruno Duarte                       |
| 18 | ISR | K     | Omri Glazer                        |
| 21 | SVN | KP    | Timi Max Elšnik                    |
| 22 | GNB | KP    | Dálcio                             |
| 23 | SRB | V     | Milan Rodić                        |
| 24 | BFA | KP    | Nasser Djiga                       |

| #  |     | Poszt | Név                                                                                               |
| -- | --- | ----- | ------------------------------------------------------------------------------------------------- |
| 25 | SRB | V     | Stefan Leković                                                                                    |
| 27 | ANG | KP    | Milson                                                                                            |
| 28 | SRB | K     | Vuk Draškić                                                                                       |
| 31 | SRB | CS    | Uroš Sremčević (kettős regisztráció az FK Grafičar Beogradnál a 2024–2025-ös szezon végéig)       |
| 32 | SRB | V     | Luka Ilić                                                                                         |
| 33 | SVN | V     | Vanja Drkušić (kölcsönben a Zenyit-től)                                                           |
| 44 | SRB | V     | Veljko Milosavljević (kettős regisztráció az FK Grafičar Beogradnál a 2024–2025-ös szezon végéig) |
| 49 | SRB | KP    | Nemanja Radonjić                                                                                  |
| 55 | SRB | KP    | Andrija Maksimović                                                                                |
| 66 | KOR | V     | Szol Jungvu                                                                                       |
| 70 | SRB | V     | Ognjen Mimović                                                                                    |
| 71 | SRB | V     | Adem Avdić                                                                                        |
| 73 | RUS | KP    | Jegor Pruzev                                                                                      |
| 77 | SRB | K     | Ivan Guteša                                                                                       |
| 91 | SRB | KP    | Lazar Jovanović                                                                                   |

### Visszavonultatott mezszámok
- 12 – Delije

## Elnökök
| - Mita Miljković (1948–1951) - Isa Jovanović (1951–1952) - Sava Radojčić (1952–1954) - Dragoslav Marković (1954–1955) - Milić Bugarčić (1955–1956) - Dragoje Đurić (1956) - Dušan Blagojević (1956–1960) - Milić Bugarčić (1960–1963) | - Radovan Pantović (1963–1965) - Dušan Blagojević (1965–1968) - Nikola Bugarčić (1968–1977) - Radovan Pantović (1977–1981) - Brana Dimitrijević (1981–1982) - Vlastimir Purić (1982) - Miladin Šakić (1982–87) - Svetozar Mijailović (1987–1993) | - Dragan Džajić (1998–2005) - Dragan Stojković (2005–2007) - Toplica Spasojević (2007–2008) - Dobrivoje Tanasijević (2008–2009) - Vladan Lukić (2009–2012) - Dragan Džajić (2012–2014) - Svetozar Mijailović (2014–) |

## Vezetőedzők
| - Aleksandar Tomašević (1948–50) - Ljubiša Broćić (1951) - Žarko Mihajlović (1951,1952–53) - Bane Sekulić (1953) - Ljubiša Broćić (1953) - Boško Ralić (1953–54) - Milovan Ćirić (1954–57) - Miša Pavić (1957–64) - Ivan Toplak (1964–66) - Miljan Miljanić (1966–74) - Miljenko Mihić (1974–75) - Milovan Ćirić (1975–76) - Gojko Zec (1976–78) - Branko Stanković (1978–81) - Stevan Ostojić (1981–83) - Gojko Zec (1983–86) | - Velibor Vasović (1986–88) - Branko Stanković (1988–89) - Dragoslav Šekularac (1989–90) - Ljupko Petrović (1990–91) - Vladica Popović (1991–92) - Milan Živadinović (1992–94) - Ljupko Petrović (1994–96) - Vladimir Petrović (1996–97) - Vojin Lazarević (1997) - Milorad Kosanović (1997–99) - Vojin Lazarević (1998–99) - Miloljub Ostojić (1999) - Zvonko Radić (megbízott) (1999) - Slavoljub Muslin (1999–2001) - Zoran Filipović (2001–03) - Slavoljub Muslin (2003–2004) | - Ljupko Petrović (2004) - Milovan Rajevac (megbízott) (2004) - Ratko Dostanić (2004–2005) - Walter Zenga (2005–2006) - Dušan Bajević (2006–2007) - Boško Đurovski (2007) - Milorad Kosanović (2007) - Aleksandar Janković (2007–2008) - Zdeněk Zeman (2008) - Čedomir Janevski (2008–2009) - Siniša Gogić (megbízott) (2009) - Vladimir Petrović (2009–2010) - Ratko Dostanić (2010) - Aleksandar Kristić (2010) - Robert Prosinečki (2010–2012) - Aleksandar Janković (2012–2013) - Ricardo Sá Pinto (2013) - Slaviša Stojanovič (2013-2014) - Nenad Lalatović (2014-2015) - Miodrag Božović (2015-2017) - Boško Gjurovski (2017) - Vladan Milojević (2017-2019) - Dejan Stanković (2019-2022) |

## Sikerek

### Nemzeti
- Szerb bajnokság:
  -  Bajnok (10): 2006-07, 2013-14, 2015-16, 2017-18, 2018-19, 2019-20, 2020-21, 2021/22, 2022/23, 2023/24
  -  Második (5): 2007-08, 2009-10, 2010-11, 2011-12, 2014-15
  -  Harmadik (1): 2008-09
- Szerb-montenegrói bajnokság:
  -  Bajnok (5): 1994-95, 1999-2000, 2000-01, 2003-04, 2005-06
  -  Második (8): 1992-93, 1993-94, 1995-96, 1996-97, 1997-98, 2001-02, 2002-03, 2004-05
  -  Harmadik (1): 1998-99
- Jugoszláv bajnokság:
  -  Bajnok (19): 1951, 1952–53, 1955–56, 1956–57, 1958–59, 1959–60, 1963–64, 1967–68, 1968–69, 1969–70, 1972–73, 1976–77, 1979–80, 1980–81, 1983–84, 1987–88, 1989–90, 1990–91, 1991–92
  -  Második (9): 1948–49, 1950, 1952, 1960–61, 1971–72, 1977–78, 1981–82, 1985–86, 1988–89
  -  Harmadik (7): 1946–47, 1953–54, 1964–65, 1973–74, 1974–75, 1978–79, 1986–87
- Szerb kupa:
  -  Győztes (7): 2006–07, 2009–10, 2011–12, 2020/21, 2021/22, 2022/23, 2023/24
  -  Döntős (2): 2016–17, 2018–19
- Szerb-montenegrói kupa:
  -  Győztes (9): 1992-93, 1994–95, 1995-96, 1996-97, 1998-99, 1999-2000, 2001–02, 2003–04, 2005–06
  -  Döntős (3): 2000–01, 2002–03, 2004–05
- Jugoszláv kupa:
  -  Győztes (12): 1947–48, 1948–49, 1950, 1957–58, 1958–59, 1963–64, 1967–68, 1969–70, 1970–71, 1981–82, 1984–85, 1989–90
  -  Döntős (8): 1951–52, 1953–54, 1972–73, 1979–80, 1983–84, 1987–88, 1990–91, 1991–92

### Nemzetközi
- BEK/BL:
  -  Győztes (1): 1991
  - Elődöntős (3): 1956-57, 1970-71, 1991-92
  - Negyeddöntős (5): 1957-58, 1973-74, 1980-81, 1981-82, 1986-87
- KEK:
  - Elődöntős (1): 1975
  - Negyeddöntős (2): 1972, 1986
- VVK/UEFA-kupa/Európa-liga:
  -  Döntős (1): 1979
  - Elődöntős (1): 1962
  - Negyeddöntős (1): 1963
- Európai szuperkupa:
  -  Döntős (1): 1991
- Interkontinentális kupa:
  -  Győztes (1): 1991
- Közép-európai kupa:
  -  Győztes (2): 1958, 1968
  - Elődöntős (1): 1957

### Barátságos
| - Santiago Chile (1): 1962 - Racing Paris Tournament (1): 1962 - Trofeo Ibérico Badajoz (1): 1971 - Trofeo Teresa Herrera (1): 1971 - Trofeo Costa del Sol (1): 1973 - Trofeo Naranja (1): 1973 | - World of Soccer Cup (1): 1977 - Beograde Pehar (2): 1980, 1981 - Trofeo Villa de Gijón (1): 1982 - Zürich New Year Tournament (1): 1984 - Torneo di Verona (1): 1991 - Chicago Sister Cities International Cup (1): 2010 |

## Statisztika

### Rekordok
A klub mérkőzés- és gólrekordere 615 fellépéssel, illetve 370 találattal Dragan Džajić. Ő a jugoszláv labdarúgó-válogatott legtöbb meccsen (85) pályára lépő játékosa is.
A Crvena zvezda a Ferencváros után a második külföldi csapat volt, amely hazai pályáján, az Anfield Roadon le tudta győzni a Liverpool FC-t a BEK 1973–74-es szezonjában. 1990-ben az első csapat volt, amely hazai pályán legyőzte az FC Bayern München csapatát.
A második kelet-európai és az egyetlen balkáni csapat, amely meg tudta nyerni a BEK-et, a már korábban említett 1990–91-es idényben. A kilenc klub egyike, amely veretlenül tudott európai kupát nyerni. Továbbá a Crvena zvezda ugyancsak az egyetlen balkáni és egyben kelet-európai csapat, amely interkontinentális kupát tudott nyerni.

### Helyezés
Itt látható a Crvena Zvezda helyezése az európai labdarúgóklubok rangsorában az UEFA-együttható alapján.
2020. június 26. szerint.
| #  | Csapat           | Pont   |
| -- | ---------------- | ------ |
| 63 | FK BATE Bariszav | 24,000 |
| 64 | Galatasaray SK   | 23,500 |
| 65 | FK Crvena zvezda | 22,750 |
| 66 | Malmö FF         | 22,000 |
| 67 | FK Partizan      | 22,000 |
| 68 | AS Saint-Étienne | 22,000 |

### Nemzetközi mérkőzések
Frissítve: 2021.05.02.
| FK Crvena zvezda                     | Szezonok | Mérkőzés | Győzelem | Döntetlen | Vereség | Rúgott gól | Kapott gól | Győzelem % |
| ------------------------------------ | -------- | -------- | -------- | --------- | ------- | ---------- | ---------- | ---------- |
| Szerbia képviseletében               | 14       | 104      | 36       | 33        | 35      | 133        | 139        | 34,62      |
| Szerbia és Montenegró képviseletében | 11       | 66       | 26       | 20        | 20      | 109        | 80         | 39,39      |
| Jugoszlávia képviseletében           | 29       | 158      | 80       | 28        | 50      | 315        | 206        | 50,63      |
| Összesen                             | 54       | 328      | 142      | 81        | 105     | 557        | 425        | 43,29      |

## Ismertebb játékosok

### A „csillagok csillagai”
A Crvena zvezda játékosai között vannak olyanok, akiket a saját évtizede legjobbjának választottak. Őket a nem hivatalos „csillagok csillagai” névvel illetik (szerbül zvezdine zvezde).
- Az első csillag (Prva Zvezdina zvezda): Rajko Mitić (1945–1958)[57]
- A második csillag (Druga Zvezdina zvezda): Dragoslav Šekularac (1955–1966)[58]
- A harmadik csillag (Treća Zvezdina zvezda): Dragan Džajić (1961–1975, 1977–1978)[59]
- A negyedik csillag (Četvrta Zvezdina zvezda): Vladimir Petrović (1972–1982)[60]
- Az ötödik csillag (Peta Zvezdina zvezda): Dragan Stojković (1986–1990)[61]
- A hatodik csillag (Šesta Zvezdina zvezda): Az 1991-es BEK-győztes csapat[62]

### A BEK-győztes csapat
| Kapusok: - Milić Jovanović - Željko Kaluđerović - Stevan Stojanović (Csapatkapitány) |  | Hátvédek: - Miodrag Belodedici - Slobodan Marović - Ivica Momčilović - Ilija Najdoski - Duško Radinović - Refik Šabanadžović - Goran Vasilijević |  | Középpályások: - Vladimir Jugović - Siniša Mihajlović - Robert Prosinečki - Dejan Savićević - Vlada Stošić - Rade Tošić - Milorad Ratković |  | Csatárok: - Dragiša Binić - Vladan Lukić - Darko Pancsev |

Vezetőedző:  Ljupko Petrović

### Díjnyertes labdarúgók
- Aranylabda:
  - Dejan Savićević (1991, második helyezett)
  - Darko Pancsev (1991, második helyezett)
  - Dragan Džajić (1968, harmadik helyezett)
- Európai aranycipő:
  - Darko Pancsev (1991)
- Az év jugoszláv labdarúgója
  - Dragan Džajić (1969)
  - Dragan Stojković (1988, 1989)
  - Dejan Savićević (1991)
- Az év jugoszláv sportolója:
  - Dragan Džajić (1969)
  - Dejan Savićević (1991)
- Az év szerb labdarúgója:
  - Nikola Žigić (2003, 2006)

Gólkirályok
| Szezon | Játékos             | Gólok |
| ------ | ------------------- | ----- |
| 1951   | Kosta Tomašević     | 16    |
| 1953   | Todor Živanović     | 17    |
| 1959   | Bora Kostić         | 25    |
| 1960   | Bora Kostić         | 19    |
| 1969   | Vojin Lazarević     | 22    |
| 1975   | Dušan Savić         | 24    |
| 1977   | Zoran Filipović     | 21    |
| 1979   | Dušan Savić         | 24    |
| 1990   | Darko Pancsev       | 25    |
| 1991   | Darko Pancsev       | 34    |
| 1992   | Darko Pancsev       | 25    |
| 1993   | Anto Drobnjak       | 22    |
| 1997   | Zoran Jovičić       | 21    |
| 1998   | Saša Marković       | 27    |
| 2004   | Nikola Žigić        | 19    |
| 2005   | Marko Pantelić      | 21    |
| 2008   | Nenad Jestrović     | 13    |
| 2011   | Andrija Kaluđerović | 13    |

## Lásd még
- FK Partizan
- Crvena zvezda Stadion
- Delije
- Večiti derbi